# Henning Gronemann
Henning Gronemann (født Henning Jensen, 26. december 1929 - 6. januar 2016) var en dansk fodboldspiller, der spillede for BK Frem.

## Karriere
Han fik sin debut for Boldklubben Frem den 14. april 1949 i en kamp mod Kjøbenhavns Boldklub, som Frem tabte 1-3. Han spillede sin sidste kamp for Frem den 30. oktober 1960 mod AGF.
Han spillede en kamp for Danmarks fodboldlandshold i 1954 samt en kamp for Danmarks U/21-fodboldlandshold i 1951.